# Johann Kaspar Mörikofer
Johann Kaspar Mörikofer (Frauenfeld, 1799. október 11. – Zürich, 1877. október 17.) svájci protestáns teológus, egyháztörténész.

## Életútja
Tanító és lelkész volt, 1851 és 1869 között Gottliebenben, végül Zürichben. Alapos kutató, akinek műveit vonzó előadás és helyes ítélet is jellemzik. Önéletrajza a Thurgauische Beiträge 25. füzetében jelent meg 1885-ben.

## Művei
- Die schweizerische Mundartim Verhältniss zur hochdeutschen Schriftsprache (1838)
- Landammann Anderwert nach seinem Leben und Wirken (1842)
- Klopstock in Zürich (1851)
- Die schweizerische Litteratur des XVIII. Jahrhunderts (1861)
- Bilder aus dem kichlichen Leben der Schweiz (1864)
- Ulrich Zwinli, nach den urkundlichen Quellen (1867-69)
- J. J. Breitinger und Zürich (1874)
- Geschichte der evangelischen Flüchtlinge in der Schweiz (1876)